# Campagna Internazionale per l'Abolizione delle Armi Nucleari
La  Campagna Internazionale per l'Abolizione delle Armi Nucleari (ICAN, dall'inglese International Campaign to Abolish Nuclear Weapons) è una coalizione globale della società civile che lotta per promuovere l'adesione e la piena implementazione del Trattato per la proibizione delle armi nucleari. 
Nel 2017 vinse il Premio Nobel per la pace "per il suo lavoro per portare l'attenzione alle conseguenze umanitarie catastrofiche di qualunque uso delle armi nucleari e per i suoi straordinari sforzi per ottenere un trattato che metta al bando queste armi". L'organizzazione ICAN iniziò nel 2007, e oggi conta 652 organizzazioni sociali in 107 paesi. L'ultimo ad aderire è stato il Sierra Leone nel 2022.
A febbraio 2023 è stato nominato Daniel Högsta quale nuovo direttore ad interim in sostituzione di Beatrice Fihn che ha lasciato l'organizzazione.

## Paesi Membri
I paesi che hanno firmato il Trattato per la proibizione delle armi nucleari ma che ancora non l'hanno ratificato sono: l'Algeria,l' Angola, il Burkina Faso, la Repubblica Centroafricana, la Guinea Equatoriale, il Ghana, la Libia, il Madagascar, il Mozambico, il Niger, il Sierra Leone, il Sudan, São Tomé e Príncipe, la Tanzania, il Togo, la Zambia, lo Zimbabwe,il Brunei, l'Indonesia, la Birmania, il Liechtenstein, le Barbados, il Brasile, la Colombia, e Haiti.
I paesi che, invece, hanno firmato il Trattato per la proibizione delle armi nucleari e che lo hanno anche ratificato sono: il Benin, il Botswana, il Burundi, le Comore, la Repubblica del Congo, la Costa d'Avorio, la Repubblica Democratica del Congo, il Gambia, la Guinea-Bissau, il Lesotho, il Malawi, la Namibia, la Nigeria, le Seychelles, il Bangladesh, la Cambogia, il Kazakistan, il Laos, la Malaysia, le Maldive, la Moldavia, il Nepal, le Filippine, la Thailandia, il Timor Est, il Vietnam, l'Austria, Città del Vaticano, l'Irlanda, Malta, San Marino, Antigua e Barbuda, il Belize, la Bolivia, il Cile, la Costa Rica, Cuba, Dominica, la Repubblica Dominicana, l'Ecuador, El Salvador, Grenada, il Guatemala, la Guyana, l'Honduras, la Giamaica, il Nicaragua, Panama, il Paraguay, il Perù, Saint Kitts e Nevis, Saint Lucia, Saint Vincent Grenadine, Trinidad e Tobago, l'Uruguay, il Venezuela, il Messico,  le Isole Cook, Figi, Kiribati, Nauru, la Nuova Zelanda, Niue, Palau, Samoa, Tuvalu, e Vanuatu.

## Premi e riconoscimenti
Premio Nobel per la Pace 2017
Premio giornalistico Archivio Disarmo "Colombe d'Oro per la Pace" 2017